# Louis-Antoine de Palatinat-Neubourg
Louis-Antoine de Palatinat-Neubourg (en allemand Ludwig Anton von Pfalz-Neuburg), né le 9 juin 1660 à Düsseldorf et mort le 4 mai 1694 à Liège, est un noble du Saint-Empire romain germanique, grand maître de l'ordre Teutonique de 1685 à 1694 et prince-évêque de Worms de 1691 à 1694.

## Biographie
Membre de la maison de Wittelsbach, Louis-Antoine de Palatinat-Neubourg est né à Düsseldorf le 9 juin 1660. Son père, Philippe-Guillaume de Neubourg est à l'époque le comte palatin de Palatinat-Neubourg et il devient électeur palatin en 1685. Sa mère est Élisabeth-Amélie de Hesse-Darmstadt.
Comme l'un des plus jeunes fils, Louis-Antoine est destiné à une carrière dans l'église dès le plus jeune âge. Il est fait chanoine de la cathédrale de Cologne (1664), de la cathédrale de Mayence (1668), la cathédrale de Strasbourg (1669), la cathédrale de Spire (1674), et la cathédrale de Liège (1679). Il est également l'abbé de abbaye de la Trinité de Fécamp à partir de 1674.
Il est intronisé chez les chevaliers teutoniques, le 10 décembre 1679 et choisi comme coadjuteur du grand maître six jours plus tard. Il prend part à la bataille de Vienne en 1683 et est décoré par Léopold Ier pour sa bravoure. Il devient grand maître des chevaliers Teutoniques, le 6 septembre 1684. Par la suite, il participe à la bataille de Buda (1686), où il est grièvement blessé.
En 1688, Louis XIV de France réussit à faire élire par le chapitre de la cathédrale de la Cathédrale de Cologne son protégé Guillaume-Egon de Fürstenberg comme coadjuteur de l'archevêque de Cologne, ce qui signifie qu'il allait devenir archevêque de Cologne après la mort de Maximilien-Henri de Bavière. Cependant, Léopold Ier fait pression sur le pape Innocent XI pour mettre son veto à la nomination. Le pape charge Sebastiano Antonio Tanara, le nonce apostolique à Cologne, de s'assurer que le chapitre de la cathédrale change son vote. Louis-Antoine et son frère François-Louis de Palatinat-Neubourg, qui est aussi un membre du chapitre de la cathédrale, s'assurent que le candidat de Louis XIV ne pouvait pas recevoir la majorité des deux tiers requise et Joseph-Clément de Bavière est finalement élu à la place.
Pendant la guerre de la Ligue d'Augsbourg, Louis-Antoine est un commandant pendant le siège de Mayence, au cours de laquelle il est blessé le 4 août 1689.
Le 22 août 1689, il est élu pour être le compagnon du prince-prévôt de l'abbaye d'Ellwangen. Il est nommé coadjuteur de l'archevêque de Mayence, le 19 avril 1691, le pape Innocent XII confirmant sa nomination, le 12 novembre 1691.
Le 12 novembre 1691 le chapitre de la cathédrale de Worms l'élit comme nouveau prince-évêque de Worms, qui a été décimée par les combats et cherche une personne de l'extérieur pour aider à restaurer le territoire. Innocent XII confirme sa nomination le 9 juin 1693. Il est ordonné prêtre par Anselm Franz von Ingelheim, archevêque-électeur de Mayence dans l'église des jésuites à Aschaffenbourg le 4 janvier 1694.
Plus tard, en 1694, il est candidat pour devenir le prince-évêque de Liège, avec Joseph Clément de Bavière. Il meurt à Liège le 4 mai 1694 à l'âge de 33 ans avant que l'élection ait été finalisée.